# ميرمنغان سفلي (مقاطعة غيلانغرب)
ميرمنغان سفلي (بالفارسية: میرمنگان سفلی) هي قرية تقع في كرمانشاه في إيران. يقدر عدد سكانها بـ 109 نسمة بحسب إحصاء 2016.